# スメタナ・ミュージアム
スメタナ・ミュージアム (チェコ語: Muzeum Bedřicha Smetany)は、チェコ・プラハにある、チェコ人作曲家、ベドジフ・スメタナの生涯と業績に関する展示を行っている博物館である。同館は、プラハの中心地、旧市街に位置している。ミュージアムはヴルタヴァ川の河畔に建っており、小さな建物を挟んですぐのところに、カレル橋がかかっている。

## 概要
現在の建物は、以前はプラハ水道会社によって所有されており、1936年にスメタナ・ミュージアムへと転用された。この建物は、ルネサンス・スタイルの広壮な建物であった。博物館の主な展示フロアは、建物1階である。その上の階は、スメタナ研究の中心地となる、スメタナに関連する媒体を扱う公文書館となっている。
展示物には、スメタナの生涯に関連する手紙や写真、新聞の切り抜きのコピーなどに加えて、スメタナの耳の骨を含む、スメタナの所有物も含まれる。更に、スメタナの最も有名な楽曲の譜面を留めたであろう、譜面台の留め具なども展示されている。
スメタナは、オーストリア帝国支配下のドイツ語が主要に用いられる社会の中で、チェコの民族主義が隆盛し、芸術を通してそれを表現することが許されるようになった時代に、チェコ音楽界をけん引する音楽家であった。チェコの人々は、彼らの民族のアイデンティティを探し、最初に、オペラをチェコ語で上演する機会を得た。この潮流の象徴として、国民劇場を挙げることができる。国民劇場は、1881年に完成した劇場で、そのこけら落としでは、スメタナのオペラ『リブシェ』が上演された。国民劇場は、開場後間もなく火災により焼失するが、それから2年後の1883年に再建され、その再開場のこけら落としでも『リブシェ』が上演された。リブシェは、スメタナが国民劇場のこけら落としのために書き上げたオペラで、プラハ創建の伝説を題材として扱った作品である。また、スメタナの連作交響詩『わが祖国』は、スメタナの祖国を様々な側面から描写した作品で、チェコ（ボヘミア）の地方の情景や伝説を題材としている。この交響詩の2曲目『ヴルタヴァ』（モルダウ）は、特に著名で国際的にも高い人気を誇る楽曲である。ヴルタヴァの主題は、プラハ本駅において、乗車メロディとしても用いられている。
スメタナ・ミュージアムは、毎週火曜日を休館日としている。

## 参照